# 플로렌시아 베르토티
플로렌시아 베르토티(María Florencia Bertotti, 1983년 3월 15일, 부에노스 아이레스 )는 아르헨티나 여배우이자 가수이다. 어린이 드라마 Floricienta와 Niní에서 주연으로 유명하다. 통신 영화 '손 아모레스'에서의 연기로 2년 연속 (2002년 - 2003년) 최우수 만화 배우로 마르틴 피에로 상을 수상했다.

## 배우로서의 경력
그녀의 텔레비전 경력은 1995년 Arcor jam 광고로 시작되었다.
TV 광고에 여러 번 출연한 후 Dulce Ana는 Fabián Harding (Orlando Carrió)의 나쁜 딸을 연기 한 스트립에 도착했다. 그런 다음 그는 90 60 90 모델과 De corazón에 출연했다.
1998년에 그녀는 Universidad del Cine, Bad Epoch의 학생들이 코니를 연기한 영화로 영화 데뷔를 했다. 더 야심찬 역할을 의인화 한 그의 두 번째 영화는 Eduardo Mignogna의 El Faro였다. 그녀는 열네 살 때 임신한 열 여덟 살의 10대 아 네타를 연기했다. 이 역할을 위해 그녀는 Silver Condor 후보로 지명되었다.
98년 Telefe telenovela Verano에서 그녀는 고통받는 십대 인 Lola Guzmán을 연기한다. 98년 여름이 끝나고 Wild Moon이 Sol을 뛰던 날, Florencia는 Pol-ka의 팀에 합류했다. Culpables 유닛에서 그녀는 Sofía를 연기했다. 이 유닛을 녹음하는 동안 그는 니콜라스 카브레, 파블로라고, 줄리에타 디아즈, 파비안 베나와 함께 벨렌을 연기 한 영화 Let her를 촬영했다.
2002년 아들 아모레스는 그녀를 인정 해줄 그녀의 캐릭터 발레리아 마르케시와 함께 도착한다. 손 아모레스와 함께 그는 텔레비전 작업뿐 아니라 극장 데뷔도 했다. 이 쇼에서 그녀의 작업은 두 번의 Martín Fierro Award for Best Comedy Actress (2002 및 2003)를 받았다.
2004년과 2005년 사이에 그는 첫 번째 시즌에 Juan Gil Navarro와 함께, 두 번째 시즌에 Fabio Di Tomaso와 함께 Floricienta의 Cris Morena 프로덕션에 출연했다. 라틴 아메리카, 유럽 및 중동 전역에서 방영되었으며 2004년과 2005년에 극장에 상영되었으며 7장의 디스크가 출시되었다. 소설은 이미 완성되었지만 2006년과 2007년에는 해외 순회 공연에 나섰다.
2009년에 그는 Guido Kaczka와 함께 어린이 드라마 Niní를 제작하고 감독했으며, 그의 주인공이기도 하다. 이 시리즈에서 그는 Federico Amador, Paula Morales 및 Esteban Meloni와 함께 작업했다. 2010년에는 Niní : 검색, 모든 티켓 판매로 극장에 가져 왔다. 그러나 이야기가 Floricienta와 매우 유사했기 때문에 Cris Morena의 저작권 법적 문제로 인해 telenovela가 공중에서 제외되었다.
2010년에 그는 Patagonik이 제작한 Igualita a mi와 함께 영화관으로 돌아왔으며, Adrián Suar와 함께 주연을 맡았다. 올해 가장 많이 본 아르헨티나 영화였다. 같은 해 11월 이탈리아에서 니니 스트립을 선보였다.
2012년, 그녀는 화장품 회사의 강력한 소유주 인 소피아 (미르 타 르 그랑)의 가장 좋아하는 손녀 역을 맡은 시리즈 La dueña에 출연했다.
2014년에 그녀는 Pol-ka의 시리즈 Guapas에서 Mercedes Morán, Araceli González, Carla Peterson 및 Isabel Macedo 반대편에 출연했다. 3 Willie Lorenzo와 함께 그는 Fabiana Cantilo가 해석 한 사이클의 뮤지컬 커튼을 작곡했다.
그는 2016년에 소설로 돌아 왔으며, Pol-ka가 제작한 Adrián Suar, Julieta Díaz와 함께 Silencios de familia 시리즈에 출연했다.
2017년 윌리 로렌조와 함께 다니엘라 헤레로가 공연 한 텔레노벨라 라스 에스트 렐라 스의 뮤지컬 커튼을 작곡하며 마틴 피에로 후보에 올랐다.
2018년 그는 청소년 텔레노벨라 시모나의 연극 감독으로 데뷔했으며 이를 위한 노래도 작곡했다.
2019년 코미디 'Ciento metros quadrados'에 출연했다.

## 사생활
그의 부모이자 장애 아동 교사인 María Candelaria Perez Colman과 보석상인 Gustavo Bertotti Baleirón은 12살 때 이혼했고 후자는 1999년 여름 녹음 중에 사망했다. 그는 언니, 변호사 클라라 베르 토티가 있다.
2006년 12월 2일 그녀는 98년 여름 녹음에서 만난 귀도 카츠 카와 결혼했고 그 이후로 남자 친구가 되었다. 2008년 7월 10일, 부부의 첫 아이가 태어났으며 이름은 Romeo Kaczka Bertotti이다. 두 사람은 2010년 3월에 헤어졌다. 같은 해에 그들은 드라마 Niní에 출연 한 배우 Federico Amador와 관계를 시작하고 결혼했다.
2013년 5월 6일 그녀는 0-8 세 아동을 위한 의류 브랜드 인 Pancha Buenos Aires By Florencia Bertotti를 출시했다. 2021년 3월 15일에 그는 Pancha Recreo라는 이름을 가진 새로운 공간을 시작했다. 이 새로운 섹션에는 배터리가 없고, 규칙이 없고, 개발 및 성장의 다른 단계에서 어린 아이들을 동반하라는 지침이 없는 재생 목재 게임이 포함되어 있다. 이 새로운 섹션에서는 특히 Florencia Bertotti가 특별히 선택하고 읽은 다양한 연령대의 어린이를위한 다양한 책을 찾을 수 있다.
2020년 12월 대유행 후 그는 YouTube 채널을 활성화하고 빠르게 성장했다. 이 플랫폼에서 3개월의 성공을 거둔 그는 2021년 3월 구독자 10만 명을 돌파하며 실버 버튼을 획득했다.
그는 왼손 약지에 반지가 있고 허리에 "페데리코"라는 단어가 있다.